# François Devoucoux du Buysson
Pour les articles homonymes, voir Devoucoux et Buysson.
François Devoucoux du Buysson, né le 28 août 1973 à Clermont-Ferrand, est un essayiste français.

## Biographie
Ancien élève de l'École nationale d'administration (promotion Jean-Jacques-Rousseau), François Devoucoux du Buysson est diplômé de l'Institut d'études politiques de Grenoble et de l'Université de Paris-Dauphine.
Après avoir été trésorier de la Fondation du 2 mars (ex-Fondation Marc Bloch), il fut administrateur de Génération République, association créée en 2001 pour mener la campagne présidentielle de Jean-Pierre Chevènement parmi la jeunesse. Sur Internet, il fut entre 2002 et 2008 un des principaux animateurs du Perroquet Libéré (site d'information à tonalité satirique sur l'actualité de la mairie de Paris) et de Observatoire du communautarisme,.
Il est intervenu dans plusieurs débats de société à travers la publication de tribunes d'opinion dans la presse, pour s'opposer à la discrimination positive ou porter la contradiction aux revendications du mouvement homosexuel (critiquant les revendications associatives en se réclamant d'une stricte application de principes républicains comme la séparation public/privé et le refus du communautarisme). Lors d'une audition devant la Commission des Lois de l'Assemblée nationale en septembre 2004, il a polémiqué sur le prétendu danger des « restrictions » apportées à la « liberté d'expression » par le vote d'une loi anti-homophobie.
Depuis son entrée dans l'administration, François Devoucoux du Buysson s'abstient de prendre position et consacre ses recherches à l'histoire de la Révolution française et à des études à caractère généalogique (en particulier sur le chevalier Charles-François du Buysson).

## Ouvrages
- Une histoire d'amour. Essai sur la République française, L'écart, 2001,  (ISBN 9782846040075)[9],[10]
- Les Khmers roses, Essai sur l'idéologie homosexuelle, Éditions Blanche, 2003,  (ISBN 9782846280716)[11]
- Pariscide, Les gâchis de l'ère Delanoë, éditions La Table Ronde, 2005,  (ISBN 9782710327653)
- Delanoë, Zéro de conduite: à lire dans les embouteillages, Hugo Doc, 2006,  (ISBN 9782755600919)[12],[13]
- Aux affiches, Citoyens ! : 1789 à 1889, les fièvres de la rue racontées par l'affiche, Editions du Mécène, 2014 (collaboration à l'ouvrage de Gaëtan de Royer),  (ISBN 9782358960328)